# Corinna parva
Corinna parva là một loài nhện trong họ Corinnidae.
Loài này thuộc chi Corinna. Corinna parva được Eugen von Keyserling miêu tả năm 1891.